# KNVB Beker 1942/43
Het seizoen 1942/43 van de NVB beker was de 35e editie van de Nederlandse voetbalcompetitie met als inzet de KNVB Beker. Ajax won voor de tweede maal de beker, door in Amsterdam in de finale DFC met 3-2 te verslaan.

## Kwartfinale
| Datum        | Wedstrijd        | Uitslag | Scoreverloop |
| ------------ | ---------------- | ------- | ------------ |
| 12 juni 1943 | DFC – Excelsior  | 4 – 1   |              |
| 14 juni 1943 | Ajax – HSC       | 2 – 0   |              |
| 14 juni 1943 | MVV – DOS        | 3 – 2   |              |
| 14 juni 1943 | Wageningen – HBS | 4 – 2   |              |

## Halve finale
| Datum        | Wedstrijd         | Uitslag | Scoreverloop |
| ------------ | ----------------- | ------- | ------------ |
| 20 juni 1943 | Ajax – Wageningen | 8 – 0   |              |
| 20 juni 1943 | DFC – MVV         | 3 – 1   |              |

## Finale
|                                                   |                                                             |               |                                       |               | | |                           |
| 27 juni 1943                                      | Ajax                                                        | 3 – 2 (2 – 1) | DFC                                   | Opstellingen: | Ajax: Keizer; Potharst en Looys; Van der Veen, Klein en Stoffelen; Fischer, Korndörffer, Brockmann, Van Dijk en Dräger. | DFC: Liefaard; Litz en Schleicher; Groen, Bergeijk en Los; Van Twist (Zwaan), Van Velsen, Punt, In't Veld en Mijnders. | Arbiter: Joop van Moorsel |
| Olympisch Stadion, Amsterdam Toeschouwers: 35.000 | Joop Stoffelen 3' (pen.) Gerrit Fischer 24' Gé van Dijk 62' |               | 41' Kees Mijnders 65' Cees in 't Veld |               | | |                           |
|                                                   |                                                             |               |                                       |               | | |                           |

| KNVB Beker 1942/43    |
| --------------------- |
| AFC Ajax Tweede titel |

Seizoenen: 1898/99 · 1899/00 · 1900/01 · 1901/02 · 1902/03 · 1903/04 · 1904/05 · 1905/06 · 1906/07 · 1907/08 · 1908/09 · 1909/10 · 1910/11 · 1911/12 · 1912/13 · 1913/14 · 1914/15 · 1915/16 · 1916/17 · 1917/18 · 1918/19 · 1919/20 · 1920/21 · 1921/22 · 1922/23 · 1923/24 · 1925 · 1925/26 · 1926/27 · 1927/28 · 1928/29 · 1929/30 · 1930/31 · 1931/32 · 1932/33 · 1933/34 · 1934/35 · 1935/36 · 1936/37 · 1937/38 · 1938/39 · 1939/40 · 1940/41 · 1941/42 · 1942/43 · 1943/44 · 1944/45 · 1945/46 · 1946/47 · 1947/48 · 1948/49 · 1949/50 · 1950/51 · 1951/52 · 1952/53 · 1953/54 · 1954/55 · 1955/56 · 1956/57 · 1957/58 · 1958/59 · 1959/60 · 1960/61 · 1961/62 · 1962/63 · 1963/64 · 1964/65 · 1965/66 · 1966/67 · 1967/68 · 1968/69 · 1969/70 · 1970/71 · 1971/72 · 1972/73 · 1973/74 · 1974/75 · 1975/76 · 1976/77 · 1977/78 · 1978/79 · 1979/80 · 1980/81 · 1981/82 · 1982/83 · 1983/84 · 1984/85 · 1985/86 · 1986/87 · 1987/88 · 1988/89 · 1989/90 · 1990/91 · 1991/92 · 1992/93 · 1993/94 · 1994/95 · 1995/96 · 1996/97 · 1997/98 · 1998/99 · 1999/00 · 2000/01 · 2001/02 · 2002/03 · 2003/04 · 2004/05 · 2005/06 · 2006/07 · 2007/08 · 2008/09 · 2009/10 · 2010/11 · 2011/12 · 2012/13 · 2013/14 · 2014/15 · 2015/16 · 2016/17 · 2017/18 · 2018/19 · 2019/20 · 2020/21 · 2021/22 · 2022/23 · 2023/24 · 2024/25
Finales: 2013 · 2014 · 2015 · 2016 · 2017 · 2018 · 2019 · 2020 · 2021 · 2022 · 2023 · 2024 · 2025
Nederland: Eredivisie · Eerste divisie · Tweede divisie · Derde divisie/Topklasse · KNVB Beker
Europa: Champions League · Europa Cup I · Europa Cup II · Europa League · UEFA Cup · Jaarbeursstedenbeker · Intertoto Cup